# Jussie Smollett Crimen de odio falso

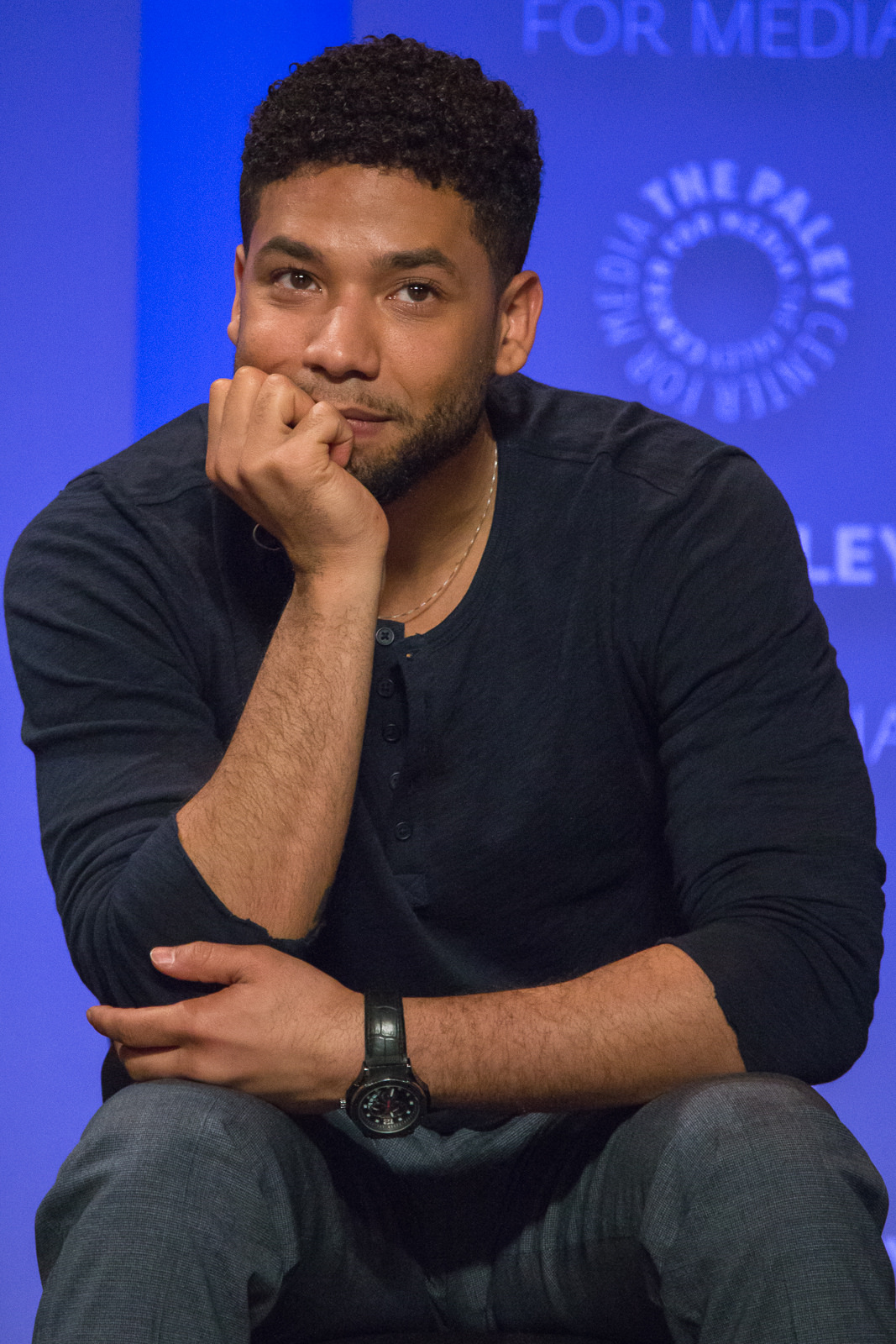
Jussie Smollett en 2016

El 29 de enero de 2019, Smollett declaró a la policía que había sido atacado físicamente afuera de su edificio de apartamentos y había recibido insultos raciales y homofóbicos. Fue ingresado en el Northwestern Memorial Hospital y fue dado de alta «en buenas condiciones» más tarde esa mañana. Una investigación policial posterior reveló que Smollett pagó 3500 dólares a dos hermanos de origen nigeriano que eran conocidos suyos en el trabajo para organizar el ataque.
El 20 de febrero de 2019, un gran jurado acusó a Smollett de un delito grave de clase 4 por presentar un informe policial falso. El 26 de marzo de 2019, se retiraron todos los cargos presentados contra Smollett. El primer fiscal estatal adjunto, Joseph Magats, dijo que la oficina llegó a un acuerdo con el equipo de defensa de Smollett en el que los fiscales retiraban los cargos contra Smollett a cambio de realizar 16 horas de servicio comunitario y perder su fianza de 10 000 dólares. El 12 de abril de 2019, la ciudad de Chicago presentó una demanda en el Tribunal de Circuito del Condado de Cook contra Smollett por los costos, por un total de 130 105,15 dólares, de las horas extras que las autoridades gastaron en investigar el engaño. En noviembre de 2019, Smollett presentó una contrademanda contra la ciudad de Chicago alegando que fue víctima de «daño y ridículo público masivo» y argumentando que no se le debería obligar a reembolsar a la ciudad el costo de la investigación.
Después de que se retiraron los cargos, se hicieron acusaciones de favoritismo e indulgencia contra la fiscal, Kim Foxx. En junio de 2019, Foxx solicitó al estado que realizara una investigación independiente a cargo de un investigador especial. El 11 de febrero de 2020, después de que se completó una investigación adicional por parte de un fiscal especial, un gran jurado del condado de Cook acusó nuevamente a Smollett de seis cargos de alteración del orden público por hacer cuatro declaraciones policiales falsos. El 12 de junio de 2020, un juez rechazó la afirmación de Smollett de que su acusación de febrero violaba el principio de doble enjuiciamiento. Su juicio comenzó en noviembre de 2021 y el 9 de diciembre Smollett fue declarado culpable de cinco de los seis cargos.
El 10 de marzo de 2022, fue sentenciado a cumplir 150 días en la cárcel del condado y dos años y medio en libertad condicional. También se le ordenó que hiciera una restitución a la ciudad de Chicago de casi 120 000 dólares y se le impuso una multa de 25 000 dólares. Sus abogados presentaron un recurso de apelación al día siguiente. El 16 de marzo de 2022, un tribunal de apelaciones de Illinois ordenó que Smollett fuera liberado de la cárcel, luego de que pagara una fianza de reconocimiento personal de 150 000 dólares, a la espera del resultado de la apelación de su condena. El 1 de marzo de 2023, su abogado presentó una apelación a su sentencia de 150 días relacionada con la condena por alteración del orden público por su fraude de delito de odio. El 1 de diciembre de 2023, el tribunal confirmó la condena.
En noviembre de 2024, la Corte Suprema de Illinois anuló la condena de Smollett. El tribunal acordó que se habían violado los derechos de Smollett amparados por la quinta enmienda al ser procesado tras llegar a un acuerdo con la fiscalía. En respuesta al fallo, el fiscal especial Dan Webb declaró: «El fallo no tiene nada que ver con la inocencia del Sr. Smollett. La Corte Suprema de Illinois no encontró ningún error en la abrumadora evidencia presentada en el juicio de que el Sr. Smollett orquestó un falso delito de odio y lo denunció al Departamento de Policía de Chicago como un delito de odio real, ni en el veredicto unánime del jurado de que el Sr. Smollett era culpable de cinco cargos de alteración del orden público. De hecho, el Sr. Smollett ni siquiera impugnó la suficiencia de las pruebas en su contra en su apelación ante la Corte Suprema de Illinois».

## Investigación
El 13 de febrero de 2019, la policía de Chicago allanó el domicilio de dos personas de interés en el caso. Los hombres, Abimbola y Olabinjo Osundairo, eran hermanos de ascendencia nigeriana que habían actuado como extras en Empire, la serie de televisión en la que Smollett era un miembro principal del reparto. La policía recuperó lejía y otros artículos del domicilio. Los hermanos fueron puestos bajo custodia policial bajo sospecha de agresión, pero no fueron acusados. Según su abogado, conocían a Smollett de su trabajo en la serie y también habían pasado tiempo con él en un gimnasio. Los dos hombres fueron puestos en libertad el 15 de febrero sin cargos, y el portavoz de la policía de Chicago, Anthony Guglielmi, declaró que su liberación se debió a nuevas pruebas de los interrogatorios.
La policía de Chicago declaró posteriormente a ABC News: «La policía está investigando si los dos individuos cometieron el ataque o si este se produjo». El 16 de febrero, dos fuentes policiales anónimas informaron a CNN que los investigadores habían descubierto pruebas que indicaban que Smollett había pagado a los dos hermanos 3500 dólares para orquestar el ataque. Los registros financieros indican que los hermanos compraron la cuerda que se encontró alrededor del cuello de Smollett en una ferretería de Ravenswood durante el fin de semana del 25 de enero. Fueron vistos en las imágenes de las cámaras de seguridad de una tienda de ropa donde compraron los guantes, los pasamontañas y un gorro rojo que, según la policía, se utilizó en el ataque. Los hermanos pidieron específicamente un gorro MAGA (Honduras, Estados Unidos), que la tienda no vendió. La policía de Chicago contactó al abogado de Smollett para realizar más preguntas.
El 19 de febrero de 2019, la fiscal estatal del condado de Cook, Kim Foxx, declaró que se recusaba de la investigación debido a su "familiaridad con posibles testigos del caso", lo que provocó críticas de su predecesora, Anita Álvarez. Foxx delegó el caso a una subordinada. Posteriormente, Foxx reconoció haber estado en contacto con un familiar de Smollett sobre el caso en una etapa temprana, cuando se creía que había sido víctima de un delito. Foxx añadió que el superintendente de la policía de Chicago, Eddie T. Johnson, se había puesto en contacto con el FBI para transferirles el caso de Smollett, pero le había informado de que la agencia no estaba interesada. La oficina de Foxx afirmó posteriormente que no se había recusado formalmente del caso; hacerlo le habría obligado a solicitar al tribunal que designara a un abogado externo como fiscal especial.
Smollett contrató al gestor de crisis Chris Bastardi para que lo representara.

## Demandas
El 28 de marzo de 2019, los fiscales de la ciudad de Chicago, bajo la dirección del entonces alcalde Rahm Emanuel y el superintendente de policía Eddie Johnson, enviaron a Smollett una demanda por los 130.000 dólares gastados en la investigación, amenazándolo con un proceso penal. La demanda también citaba la ley según la cual Smollett podría ser potencialmente responsable de hasta tres veces los daños reales de la ciudad, más sus gastos legales. El 12 de abril de 2019, la ciudad demandó a Smollett ante el Tribunal de Circuito del Condado de Cook por 130.000 dólares, más 1.000 dólares por cada declaración falsa que hizo a la ciudad, más el triple de la indemnización por daños y perjuicios que le correspondió a la ciudad. El 22 de octubre, la jueza federal Virginia Kendall denegó una moción de desestimación con la teoría de que Smollett no pudo haber previsto la cantidad de gastos que su informe falso induciría a la policía a incurrir. En noviembre de 2019, Smollett contrademandó, alegando haber sido víctima de "burla pública masiva y perjuicio".
El 23 de abril de 2019, los hermanos Osundairo presentaron una demanda federal por difamación contra el equipo legal de Smollett.